# Azabuxo-Leiria
Azabuxo-Leiria este o arie protejată (sit de importanță comunitară — SCI) din Portugalia întinsă pe o suprafață de 136,82 ha, integral pe uscat.

## Localizare
Centrul sitului Azabuxo-Leiria este situat la coordonatele 39°44′58″N 8°45′58″W / 39.7494°N 8.766°V.

## Înființare
Situl Azabuxo-Leiria a fost declarat sit de importanță comunitară în octombrie 1998 pentru a proteja 1 specie de plante și 5 specii de animale.

## Biodiversitate
Situată în ecoregiunea mediteraneană, aria protejată conține 5 habitate naturale: Râuri mediteraneene cu debit intermitent, cu specii de Paspalo-Agrostidion, Pajiști umede atlantice temperate cu Erica ciliaris și Erica tetralix, Tufărișuri termo-mediteraneene și de pre-deșert, Pajiști umede mediteraneene cu ierburi înalte de Molinio-Holoschoenion, Păduri aluvionare cu Alnus glutinosa și Fraxinus excelsior (Alno-Padion, Alnion incanae, Salicion albae).
La baza desemnării sitului se află mai multe specii protejate:
- plante (1): Leuzea longifolia
- mamifere (1): vidră de râu (Lutra lutra)
- pești (3): Chondrostoma polylepis, Cobitis paludica, Rutilus macrolepidotus
- reptile (1): Lacerta schreiberi

Pe lângă speciile protejate, pe teritoriul sitului au mai fost identificate 11 specii de plante, 1 specie de mamifere.